# Полевое (Кировоградская область)
Полевое (укр. Польове) — село в Александровской поселковой общине Кропивницкого района Кировоградской области Украины.
До 2020 года входило в Александровский район
Население по переписи 2001 года составляло 196 человек. Почтовый индекс — 27335. Телефонный код — 5242. Код КОАТУУ — 3520581705.